# Jan Olejník
Jan Olejník (8. prosince 1957 Praha – 18. února 2010) byl český archivář a regionální historik. Od roku 1977 zaměstnán ve Státním okresním archivu Strakonice, od roku 1987 jako jeho ředitel.